# Љубљански маратон
Љубљански маратон (словен. Ljubljanski maraton) је маратон који се организује у Љубљани од стране Градске општине Љубљане. Одржава се од 1996. године и сваке године привлачи неколико хиљада људи.

## Историја
Маратон је први пут одржан 27. октобра 1996. године. Укупно 673 тркача учествовало је на инаугурационој манифестацији, а 153 тркача је учествовало у маратону.
У 2020. години 25. Љубљански маратон је одложен за 2021. због пандемије ковида 19, а свим пријављеним је дата могућност да пребаце своју пријаву на 2021. или да добију пун повраћај новца. Међутим, организатори маратона су такође планирали да одрже још један маратон који је био у складу са ограничењима ради спречавања ширења ковида 19, под називом „Маратон по Љубљани“, на првобитно заказани датум 25. октобра 2020. године, и само до 450 тркачима је било дозвољено да учествује.  Девет дана пре заказаног датума, Маратон по Љубљани је отказан због другог таласа пандемије, при чему су сви пријављени аутоматски добили повраћај новца.

## Курс
Маратон се трчи на отприлике кружној стази која почиње Словенском цестом близу националног позоришта и завршава се око блок даље на Конгресном тргу.
Тркачи прво трче на север улицом Словеније у Бежиград пре него што крену на запад у Шишку и Дравље. Стаза се затим креће на југ у Рожник, тече западно од брда Рожник, пре него што се враћа ка центру града на пола пута.
Маратон затим накратко креће на југозапад у Вич, а затим на исток кроз Трново и Рудник. Тркачи се затим враћају на северозапад до реке Љубљанице, отприлике пратећи реку на североисток док не пређу улицу Залог. Стаза затим улази у Јарше идући северозападно дуж улице Кајух пре него што маратонци поново уђу у Бежиград, а затим се врате на југ до центра града да би завршили на Конгресном тргу.

## Остале трке
Поред маратона, полумаратон (21.098 км), трчање на 10 км, забавно трчање (3.150 км) и слободно трчање за децу (200 м) су организовани. Одржава се и низ трка различитих дужина за школарце различитог узраста.

## Победници
Кључ:   Рекорд курса
| Година | Мушки победници                   | Време                             | Женски победници                  | Време                             | Референце     |
| ------ | --------------------------------- | --------------------------------- | --------------------------------- | --------------------------------- | ------------- |
| 2024   | Tamire Getaneh Molla (ETH)        | 2:06:29                           | Joyce Chepkemoi Tele (KEN)        | 2:20:17                           | [ 14 ]        |
| 2023   | Kipngetich Edmond (KEN)           | 2:06:47                           | Gerado Senbeta Zinash (ETH)       | 2:21:05                           |               |
| 2022   | Gebretsadik Abraha (ETH)          | 2:06:09                           | Dagne Siranesh Yirga (ETH)        | 2:21:08                           | [ 15 ]        |
| 2021   | Ernest Tarus (KEN)                | 2:22:39                           | Grace Momanyi (KEN)               | 2:38:10                           |               |
| 2020   | отказано због пандемије ковида 19 | отказано због пандемије ковида 19 | отказано због пандемије ковида 19 | отказано због пандемије ковида 19 | [ 4 ]         |
| 2019   | Kelkile Gezahegn (ETH)            | 2:07:29                           | Bornes Chepkirui (KEN)            | 2:21:26                           |               |
| 2018   | Sisay Lemma (ETH)                 | 2:04:58                           | Visiline Jepkesho (KEN)           | 2:22:58                           |               |
| 2017   | Marius Kimutai (BHR)              | 2:08:33                           | Shuko Genemo (ETH)                | 2:27:02                           |               |
| 2016   | Laban Mutai (KEN)                 | 2:09:16                           | Purity Changwony (KEN)            | 2:29:32\|                         | [ д ]         |
| 2015   | Limenih Getachew (ETH)            | 2:08:19                           | Melkam Gizaw (ETH)                | 2:25:42                           |               |
| 2014   | Ishhimael Chemtan (KEN)           | 2:08:25                           | Janet Rono (KEN)                  | 2:29:16                           |               |
| 2013   | Mulugeta Wami (ETH)               | 2:10:26                           | Caroline Chepkwony (KEN)          | 2:27:27                           | [ 17 ]        |
| 2012   | Berhanu Shiferaw (ETH)            | 2:09:40                           | Workenesh Tola (ETH)              | 2:30:45                           |               |
| 2011   | Daniel Too (KEN)                  | 2:08:25                           | Lydia Kurgat (KEN)                | 2:33:01                           | [ 18 ] [ 19 ] |
| 2010   | Evans Ruto (KEN)                  | 2:10:17                           | Tiruwork Mekonnen (ETH)           | 2:37:16                           |               |
| 2009   | William Biama (KEN)               | 2:10:12                           | Caroline Kilel (KEN)              | 2:25:24                           |               |
| 2008   | Abraham Mulu (ETH)                | 2:14:41                           | Tetyana Mezentseva (UKR)          | 2:37:13                           |               |
| 2007   | Oleksandr Sitkovskyy (UKR)        | 2:12:49                           | Tetyana Filonyuk (UKR)            | 2:34:58                           |               |
| 2006   | Joachim Nshimirimana (BDI)        | 2:14:14                           | Inga Juodeškiene (LTU)            | 3:01:55                           |               |
| 2005   | Samuel Nganga (KEN)               | 2:15:47                           | Daneja Grandovec (SLO)            | 2:50:42                           |               |
| 2004   | Joachim Nshimirimana (BDI)        | 2:13:31                           | Yelena Razdrogina (RUS)           | 2:46:30                           |               |
| 2003   | Andriy Naumov (UKR)               | 2:13:58                           | Galina Zhulyeva (UKR)             | 2:38:13                           |               |
| 2002   | Andriy Naumov (UKR)               | 2:14:30                           | Galina Zhulyeva (UKR)             | 2:39:36                           |               |
| 2001   | Roman Kejžar (SLO)                | 2:22:57                           | Nada Rotovnik-Kozjek (SLO)        | 3:09:47                           |               |
| 2000   | Patrick Chumba (KEN)              | 2:13:35                           | Maria Luisa Costetti (ITA)        | 3:08:38                           |               |
| 1999   | Woliye Jara (ETH)                 | 2:20:53                           | Lyudmila Petrova (RUS)            | 2:52:25                           |               |
| 1998   | Piotr Pobłocki (POL)              | 2:18:20                           | Helena Javornik (SLO)             | 2:32:33                           |               |
| 1997   | Charles Subano (KEN)              | 2:19:28                           | Helena Javornik (SLO)             | 2:40:05                           |               |
| 1996   | Roman Kejžar (SLO)                | 2:20:12                           | Helena Javornik (SLO)             | 2:37:58                           |               |

## Статистика
Напомена: Само статистика маратона

### Вишеструке победе
| Атлетичари               | Победе | Године     |
| ------------------------ | ------ | ---------- |
| Роман Кејжар (SLO)       | 2      | 1996, 2001 |
| Андри Наумов (UKR)       | 2      | 2002, 2003 |
| Јоаким Ншимиримана (BDI) | 2      | 2004, 2006 |

| Атлетичарке           | Победе | Године           |
| --------------------- | ------ | ---------------- |
| Хелена Јаворник (SLO) | 3      | 1996, 1997, 1998 |
| Галина Жуљева (UKR)   | 2      | 2002, 2003       |

### Победници по земљама
| Држава    | Мушка трка | Женска трка | Укупно |
| --------- | ---------- | ----------- | ------ |
| Кенија    | 11         | 8           | 19     |
| Етиопија  | 8          | 6           | 14     |
| Украјина  | 3          | 4           | 7      |
| Словенија | 2          | 5           | 7      |
| Русија    | 0          | 2           | 2      |
| Бурунди   | 2          | 0           | 2      |
| Пољска    | 1          | 0           | 1      |
| Литванија | 0          | 1           | 1      |
| Италија   | 0          | 1           | 1      |